# Jan Mikulicz-Radecki

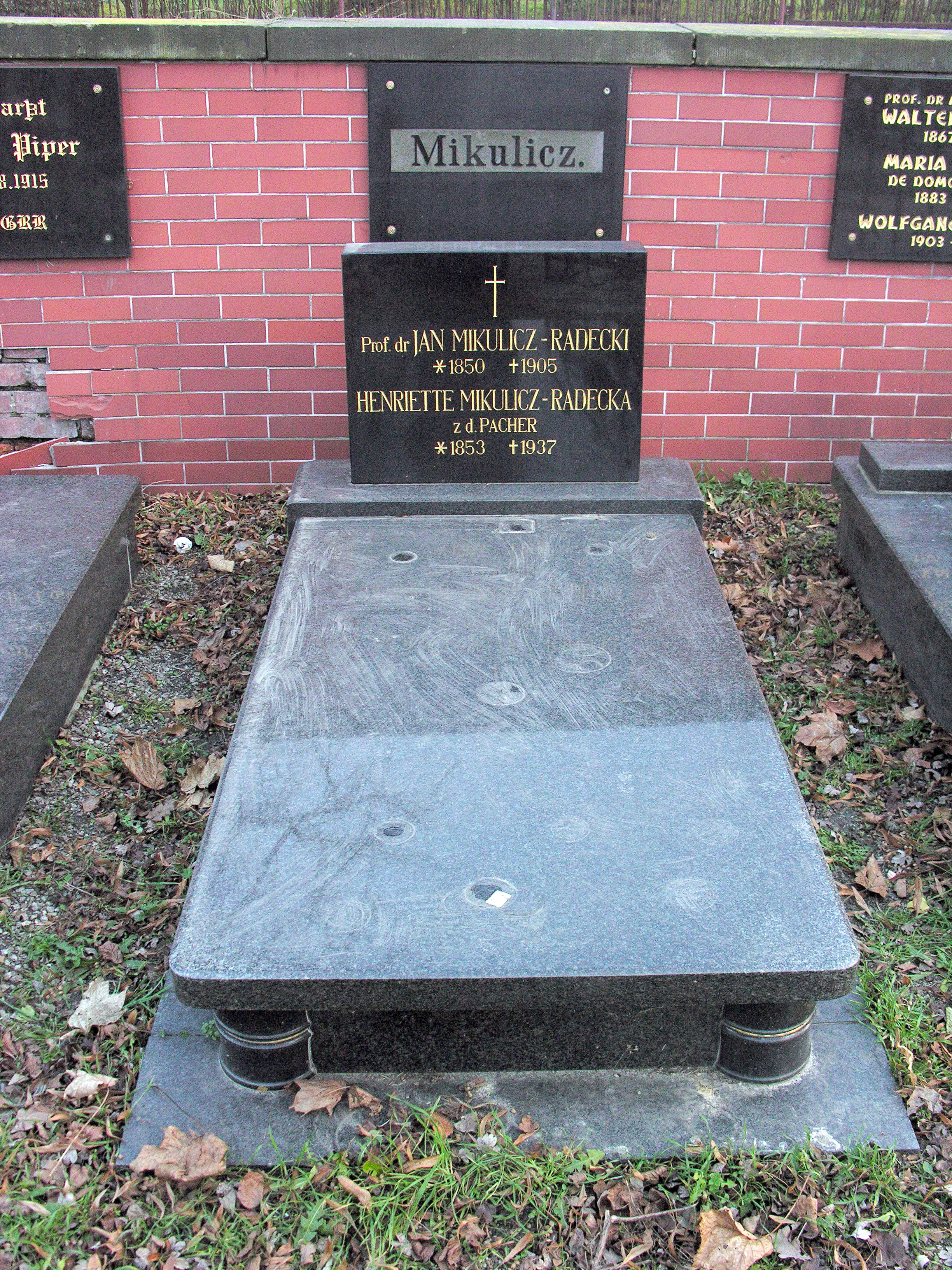
Túmulo de Mikulicz-Radecki em Świebodzice.

Jan Mikulicz-Radecki (em alemão: Johann Freiherr von Mikulicz-Radecki; Chernivtsi, Bucovina, Predefinição:Dt;ink — Świebodzice, 4 de junho de 1905) foi um cirurgião polaco-austríaco. Foi professor em Cracóvia, Breslávia e Königsberg. Inventor de novas técnicas operacionais e ferramentas, um dos pioneiros de antissépticos e técnicas de assepsia. Na Polônia, ele é considerado um dos fundadores da escola de cirurgia da Cracóvia.
Seus ancestrais parentais da família Mikulicz eram de origem polonesa szlachta e tinham sido concedidos com o brasão de armas Gozdawa por João III Sobieski após a Batalha de Viena, em 1683. Sua mãe Freiin von Damnitz era de ascendência austríaca. Mikulicz-Radecki falava o polonês nativo, e também alemão, russo e inglês fluentemente. Quando perguntado sua nacionalidade ele respondeu "cirurgião". Depois de terminar os estudos na Universidade de Viena, sob Theodor Billroth foi diretor de cirurgia na Universidade Jaguelônica na Cracóvia, na Universidade de Königsberg (Królewiec, Kaliningrado) e em 1890, na Universidade de Breslávia.
As inovações da Mikulicz-Radecki em técnica operatória para uma ampla variedade de doenças ajudou a desenvolver a cirurgia moderna. Ele contribuiu prodigiosamente a cirurgia de câncer, especialmente em órgãos do sistema digestivo. Ele foi o primeiro a suturar uma úlcera gástrica perfurada (1885), restaurar cirurgicamente parte do esôfago (1886), remova a parte maligna do cólon (1903), e descrever o que hoje é conhecida como a doença de Mikulicz. Em 1881, ele desenvolveu modelos melhores do esôfagoscópio e endoscópio. Como defensor ardoroso do antisséptico ele fez muito para popularizar os métodos antissépticos de Joseph Lister. Criou uma máscara cirúrgica e foi o primeiro a usar luvas médicas durante a cirurgia.
Mikulicz-Radecki era um pianista amador talentoso e amigo de Johannes Brahms. Recebeu um doutorado honoris causa (LL.D), da Universidade de Glasgow, em junho de 1901.